# Пахотная Горка

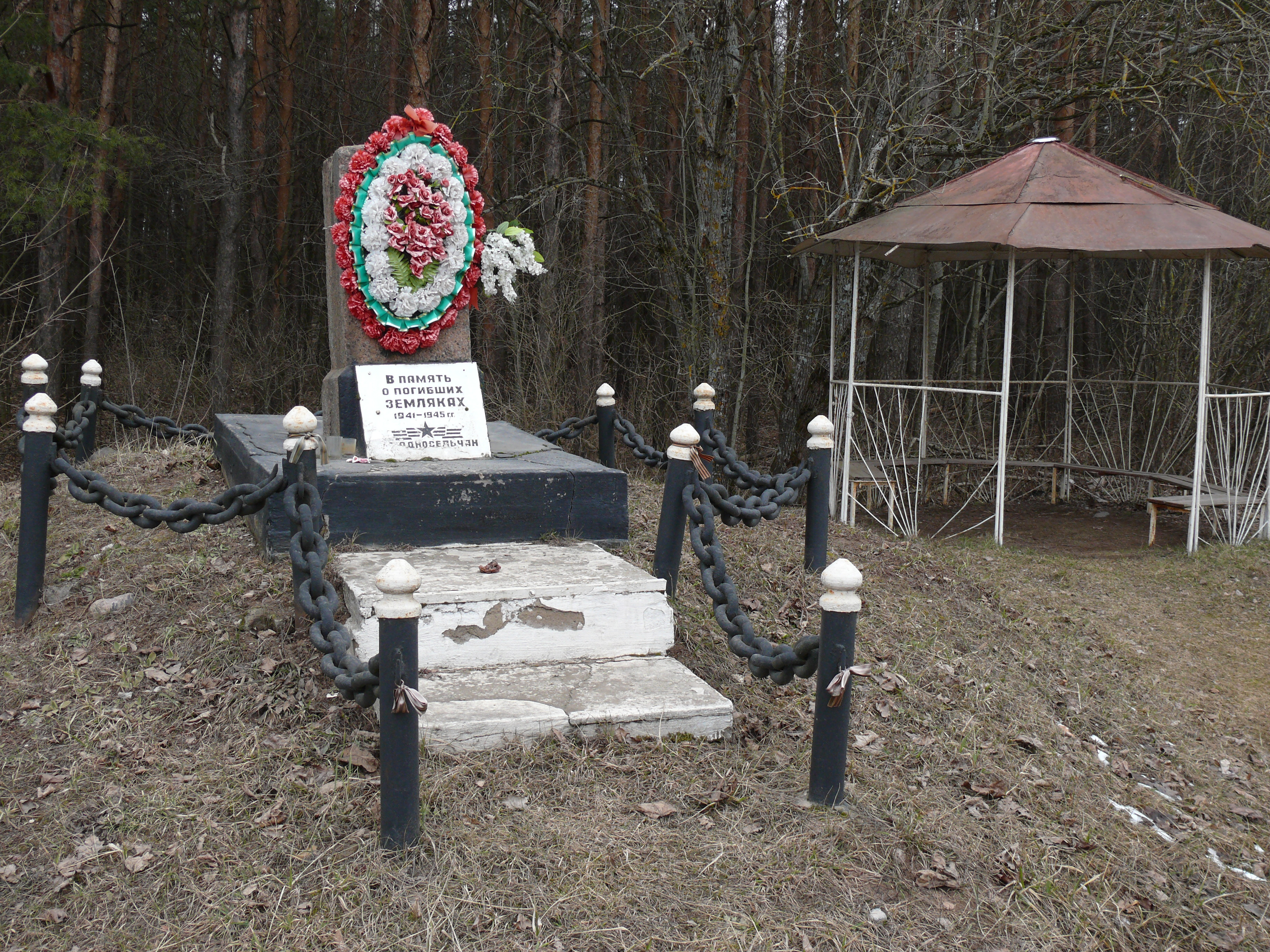
Мемориал в Пахотной Горке

Па́хотная Го́рка — деревня в Новгородском муниципальном районе Новгородской области России. Относится к Савинскому сельскому поселению.
Деревня расположена на правобережье реки Волхов, близ популярного места отдыха новгородцев — урочища Собачьи Горбы (Горбы) — прежде там были деревня и мыза Собачьи Горбы Новгородского уезда Новгородской губернии, затем деревня Горбы Пахотно-Горского сельского Совета Новгородского района. У деревни Пахотная Горка установлен памятник, посвящённый ей — надпись на памятнике сообщает, что деревня, впервые упомянутая в XV веке, имела более 100 дворов, а в Великую Отечественную войну деревня была полностью уничтожена.

## Экономика
- ГУП «Новгороддорэксплуатация».
- В соответствии с генеральным планом Савинского сельского поселения в деревне Пахотная Горка планируется размещение базы отдыха[5].

## Транспорт
Пахотная Горка расположена на автодороге соединяющей административный центр сельского поселения — деревню Савино с деревнями Новониколаевское, Робейка, Слутка, Кирилловка, Ситно, посёлком Ситно и др. Близ деревни проходит объездной участок (минуя Великий Новгород) федеральной автомобильной дороги «Россия» М10 и в 1 км западнее — автомобильный мост через Волхов.